# Список игровых кинофильмов СССР (1945)
Список завершённых советских игровых полнометражных и короткометражных фильмов 1945 года производства, снятых для коммерческого проката. В списке отсутствуют неигровые и мультипликационные кинофильмы, а также телефильмы и учебные фильмы, не выходившие в прокат.

## Список фильмов
Все фильмы звуковые, чёрно-белые, обычного формата, односерийные.
| Название (Альтернативное название)          | Киностудия               | Республика  | Частей | Метраж  | Выход в прокат     | Режиссёр                              | Жанр                    | Примечание                                      |               |
| ------------------------------------------- | ------------------------ | ----------- | ------ | ------- | ------------------ | ------------------------------------- | ----------------------- | ----------------------------------------------- | ------------- |
| Аршин мал алан                              | Бакинская киностудия     | Азербайджан | 10     | 2629    | 13 октября 1945    | Тахмасиб Рза, Лещенко Николай         | музыкальная комедия     |                                                 | [ 1 ]         |
| Без вины виноватые                          | Мосфильм                 | Россия      | 11     | 2696    | 21 сентября 1945   | Петров Владимир                       | драма                   |                                                 | [ 2 ]         |
| Близнецы                                    | Мосфильм                 | Россия      | 9      | 2281    | 21 декабря 1945    | Юдин Константин                       | комедия                 |                                                 | [ 3 ]         |
| В дальнем плавании                          | Киевская киностудия      | Украина     | 9      | 2488    | 17 апреля 1946     | Браун Владимир                        | приключения             |                                                 | [ 4 ]         |
| Великий перелом                             | Ленфильм                 | Россия      | 11     | 2931    | 29 января 1945     | Эрмлер Фридрих                        | драма, военный          |                                                 | [ 5 ]         |
| Здравствуй, Москва!                         | Мосфильм                 | Россия      | 12     | 2781    | 4 марта 1946       | Юткевич Сергей                        | драма                   |                                                 | [ 6 ]         |
| Зигмунд Колосовский                         | Киевская киностудия      | Украина     | 10     | 2400    | 13 февраля 1946    | Навроцкий Сигизмунд, Дмоховский Борис | приключения, военный    |                                                 | [ 7 ]         |
| Золотая тропа                               | Тбилисская киностудия    | Грузия      | 9      | 2200    | Июнь 1945          | Пипинашвили Константин                | приключения, военный    |                                                 | [ 8 ]         |
| Иван Грозный. Сказ второй: Боярский заговор | Мосфильм                 | Россия      | 11     | 2373,7  | 1 сентября 1958    | Эйзенштейн Сергей                     | биография, исторический | Не был своевременно выпущен в прокат.           | [ 9 ] [ 10 ]  |
| Небесный тихоход                            | Ленфильм                 | Россия      | 9      | 2261,12 | 1 апреля 1946      | Тимошенко Семён                       | комедия, военный        |                                                 | [ 11 ]        |
| Непокорённые                                | Киевская киностудия      | Украина     | 11     | 2590,13 | 15 октября 1945    | Донской Марк                          | драма, военный          |                                                 | [ 12 ]        |
| Песни Абая                                  | Алма-Атинская киностудия | Казахстан   | 10     | 2645    | 20 января 1946     | Рошаль Григорий, Арон Ефим            | драма, биография        |                                                 | [ 13 ]        |
| Простые люди                                | Ленфильм                 | Россия      | 8      | 2147    | 25 августа 1956    | Козинцев Григорий, Трауберг Леонид    | драма, военный          | Не был своевременно выпущен в прокат.           | [ 14 ] [ 15 ] |
| Пятнадцатилетний капитан                    | Союздетфильм             | Россия      | 10     | 2254    | 18 марта 1946      | Журавлёв Василий                      | приключения             |                                                 | [ 16 ]        |
| Слон и верёвочка                            | Союздетфильм             | Россия      | 6      | 1277    | 8 января 1946      | Фрэз Илья                             | детский                 |                                                 | [ 17 ]        |
| Строптивые соседи                           | Тбилисская киностудия    | Грузия      | 7      | 1949    | 1 ноября 1945 (Т.) | Манагадзе Шота                        | комедия                 | Выпущен только в республиканский прокат в ГССР. | [ 18 ]        |
| Тахир и Зухра                               | Ташкентская киностудия;  | Узбекистан  | 10     | 2548    | 21 октября 1945    | Ганиев Наби                           | драма                   |                                                 | [ 19 ]        |
| Украинские мелодии                          | Киевская киностудия      | Украина     | 6      | ?       | Август 1945        | Земгано Игорь, Игнатович Игнат        | фильм-концерт           |                                                 | [ 20 ]        |
| Это было в Донбассе                         | Союздетфильм             | Россия      | 11     | 2272    | 11 июля 1945       | Луков Леонид, Сухобоков Владимир      | драма, военный          |                                                 | [ 21 ]        |